# نرگس کتی (تنکابن)
نرگس کتی (تنکابن)، روستایی است از توابع بخش کوهستان شهرستان تنکابن در استان مازندران ایران میباشد.

## جمعیت
این روستا در دهستان میاندامان قرار دارد و بر پایه سرشماری مرکز آمار ایران در سال ۱۳۹۵، جمعیت آن کمتر از سه خانوار بوده است.